# Церква Івана Предтечі (Феодосія)
Церква Івана Предтечі — пам'ятка архітектури доби Середньовіччя, колишній вірмено-григоріанський храм XIII–XIV століть у Феодосії, на території Генуезької фортеці. Діюча православна церква Іверської ікони Божої Матері.

## Історія
Збудована у XIII–XIV століттях вірменською громадою міста.
З появою у Кафі турків у 1475 році церкву перейменовали в Карантинну і закинули. Тільки у 1875 році храм був знову освячений Російською православною церквою на честь Іверської ікони Божої Матері.
В радянські часи церкву закрили. Було понівечено фрески, зникла скульптура. В роки більшовицького терору територія біля храму була місцем масових розстрілів.
У 1996 році завершилася реставрація під керівництвом архітектора і скульптора Валерія Замєховського. Після цього церква знову стала православною.

## Опис

### Архітектура
Будівля складається з двох частин, зведених у різний час. Давніший об'єм — квадратний у плані, увінчаний восьмигранним барабаном із вікнами-бійницями та куполом. Розташована з боку головного входу пізніша добудова — видовжений у плані прямокутник, розділений стовбами на три нави з напівциркульними склепіннями.
Біля входу — хачкари і кілька старовинних вірменських надгробків — залишки кладовища.

### Інтер'єр
Головний зал було прикрашено фресками (уціліли фрагменти). Ще у 1920-х роках у вівтарній частині зберігалися середньовічні рельєфи з зображеннями Івана Предтечі, св. Миколая та сцени Євхаристії (зникли у радянські часи).